# Dresden Marathon
Dresden Marathon nebo také Morgenpost Dresden Marathon je mezinárodní běžecká akce, konaná každoročně od roku 1998 v druhé polovině října v Drážďanech. Ve srovnání s berlínským nebo chicagským maratonem jde o menší podnik, kterého se obvykle účastní 7 až 8 tisíc běžců.
Závod se skládá z běhů na 42, 21, 10 a 4,2 kilometrů. Mezi typické znaky patří velice kvalitní zázemí závodů, včetně volby tratí tak, že nejméně 95% probíhá na asfaltovém povrchu. Trasy všech běhů jsou voleny tak, aby běžci protínali historické centrum Drážďan s jeho dominantami.

Startuje se tradičně z bulváru Ostra-Allee, cíl závodů je u hotelu Maritim.

Závody jsou tradičně obsazovány německou vytrvaleckou špičkou, známé jsou úspěchy afrických závodníků z Keni.

## Rekordy
| Běh               | Jméno            | Čas     | Země    | Rok  |
| ----------------- | ---------------- | ------- | ------- | ---- |
| Maraton – muži    | Ezekiel Koech    | 2:10:02 | Keňa    | 2019 |
| Maraton – ženy    | Aniela Nikiel    | 2:35:11 | Polsko  | 2003 |
| Půlmaraton – muži | Richard Kiprop   | 1:02:31 | Keňa    | 2012 |
| Půlmaraton – ženy | Embedada Emebet  | 1:12:47 | Etiopie | 2011 |
| Běh 10 km – muži  | Titus Kimani     | 0:28:51 | Keňa    | 2006 |
| Běh 10 km – ženy  | Thea Heim        | 0:34:12 | Německo | 2016 |
| Běh 4,2 km – muži | Jonathan Schmidt | 0:13:04 | Německo | 2015 |
| Běh 4,2 km – ženy | Felicitas Ender  | 0:15:25 | Německo | 2018 |